# Les Chapardeurs sauvés
Les Chapardeurs sauvés (titre original : The Borrowers Avenged) est le cinquième et dernier roman de la série Les Chapardeurs de l'écrivaine britannique Mary Norton, paru au Royaume-Uni en 1982 et en France en 1984 chez L'École des loisirs dans une traduction de Catherine Chaine.
Ce cinquième roman vient clore la saga. Même si la fin a été annoncée dans le 4ième tome, celui-ci apporte une fin beaucoup plus complète.

## Résumé
Après s'être échappée en montgolfière, la famille Horloge retourne temporairement à Little Fordham tandis que Pod et Spiller partent en quête d'un nouveau foyer. Les deux  hommes reviennent avec des nouvelles des Hendreary : ils vivent dans l’église de Fordham. Pod explique également que le presbytère près de l'église serait potentiellement un bon foyer, il n'y a que le gardien et sa femme (M. et Mme Whitelace) qui y vivent, ce qui en ferait une maison idéale. Ils chargent donc tous leurs effets personnels dans le bateau de Spiller et se dirigent vers ce presbytère.
Entre-temps, les Platters prévoient de retourner à Little Fordham afin de capturer une nouvelle fois les chapardeurs. Ils arrivent juste au moment où les Horloge et Spiller partent : ils leur échappent donc de justesse. Les Platters tentent de fouiller le village miniature de M. Pott mais finissent par détruire par inadvertance de nombreux bâtiments miniatures. Ils trouvent tout de même le vieux tablier d’Homily.
Lorsqu'ils arrivent au presbytère, la famille laisse la plupart de leurs affaires dans le bateau de Spiller, n'apportant que l'essentiel à l'intérieur. Ils prévoient de s'installer temporairement jusqu'à ce qu'ils puissent trouver une cachette convenable. Le lendemain, Arietty, se réveillant avant ses parents, commence à explorer un peu la pièce. C'est ainsi qu'elle rencontre un jeune emprunteur Peagreen (ou Peregrine) Dessus de cheminée. Entre-temps, Pod ne parvient pas à trouver un endroit viable pour sa famille dans la maison. La famille se prépare à quitter le presbytère lorsque Peagreen se présente à eux. Il leur explique qu'il vient de déménager dans un nouvel endroit plus près du garde-manger, que son ancienne maison est vide et qu'ils peuvent s'y installer. La famille est ravie et commence immédiatement à faire les plans pour emménager leurs affaires et rénover la cachette. Avec l’aide de Spiller et Peagreen, ils terminent le déménagement la nuit suivante.
Quelques jours plus tard, ils vont voir les Hendrearys, installés dans l'église. Arrietty est ravie de voir son jeune cousin Timmus qu'elle adore. Homily est agréablement surprise par la gentillesse et la générosité retrouvées de Lupy. Les Hendrearys et les Horloge commencent à se voir plus souvent et développent même un système de partage des emprunts : Timmus et Arrietty travaillent ensemble pour emprunter au jardin du presbytère, fournissant des légumes aux deux familles.
Pendant ce temps, les Platter désespèrent de ne pas retrouver les chapardeurs. M. Platter, comme cela était expliqué dans le précédent tome, est un constructeur, propriétaire ainsi qu'un entrepreneur de pompes funèbres. Il effectue donc souvent de petites réparations pour ses locataires. L'une des maisons qu'il entretient appartient à Lady Mullings, amie de Miss Menzies, qui a la réputation de trouver tout ce qui a été perdu. On dit qu'elle a des visions d'objets manquants et qu'elle peut les localiser. M. Platter lui apporte donc le tablier d’Homily et lui demande si elle peut localiser son propriétaire. Elle accepte d'essayer. 
Puis, M. Platter se rend à l’église et pose des questions sur le tablier à Lady Mullings. Mme Platter se présente également à l'église, à la recherche de son mari, car il est sorti plus tard qu'elle ne l'avait prévu. Entre-temps, Arrietty et Timmus décident de regarder les décorations de l'église en prenant soin de bien se cacher afin de ne pas être vu.
Puis, Lady Mulllings montre le tablier que lui a confié M. Platter à Miss Menzier qui le reconnait aussitôt : il s'agit du tablier qu'elle avait elle-même cousue pour Holimy. Entre-temps, Mme Platter voit Timmus bâiller. Son mari et elle décident alors de le capturer mais Timmus s’échappe dans la boîte de collecte de l’église qu’une dame verrouille et dépose ensuite dans une armoire avec tous les autres objets de valeur. Les Platters sont donc obligés de partir car l'église doit fermer, mais ils prévoient de s'introduire plus tard dans la nuit pour kidnapper Timmus.
Ils entrent donc par effraction et ouvrent l’armoire où se trouve Timmus. Ils retirent tous les trésors de l'église (bijoux et des chandeliers coûteux). Timmus sort et grimpe sur la corde de la cloche de l’église. En voulant l'attraper, les platters sonnent accidentellement la cloche ce qui réveille les gardiens de l’église. Voyant les lumières allumées dans l'église et entendant à nouveau la cloche, les gardiens appellent la police (M. Pomfret) qui arrive tout de suite. Ils y trouvent les platters au milieu de tous les objets de valeur de l'église. Ceux-ci clament leur innocence mais les faits sont accablants.
Les chapardeurs n'entendent plus jamais parler des Platters, mais on suppose qu'ils sont allés en prison ou ont fui en Australie.

## Nouveaux personnages
- Peagreen Dessus de cheminée (Overmantel) - Peagreen vivait au-dessus de la cheminée avec sa famille mais quand il était jeune garçon, sa famille a dû déménager car les humains étaient en train de rénover la cheminée. Dans l'agitation, il est tombé et s'est cassé la jambe. Sa famille était tellement pressée qu'ils l'ont laissé derrière eux. Une autre famille d'emprunteurs venue s’installer l'ont accueillis mais ils ont finalement déménagé aussi. Depuis, il vit seul dans le presbytère. Il écrit un livre sur l'histoire des Dessus de cheminée et s'entend très bien avec Arietty. Il semble amoureux de celle-ci.
- Lady Béatrice Mullings - La «trouveuse» du village. La légende prétend qu'elle peut retrouver des personnes et des objets perdus en utilisant son sixième sens .
- Kitty Whitelace : amie de Miss Menzies. Elle vit avec son mari dans le presbytère et ils sont les gardiens de l'église. La famille Horloge s'installe dans sa maison.
- M. /Mme Pomfret : policier de Little Fordam à qui Miss Menzies signale la disparition des chapardeurs au début du roman. Il semble très surpris de sa déclaration mais il prend tout de même le signalement.

NB : le prénom du cousin d'Arietty est Timmis dans le tome 4 et Timmus dans le tome 5.

## Lieux
- Église de Fordham - lieu où vivent Les Hendreary. Église dont M. Pott s'est inspiré pour construire son église miniature.
- Presbytère de l'église : maison des Whitelace et nouveau foyer de la famille Horloge.